# Edward H. White

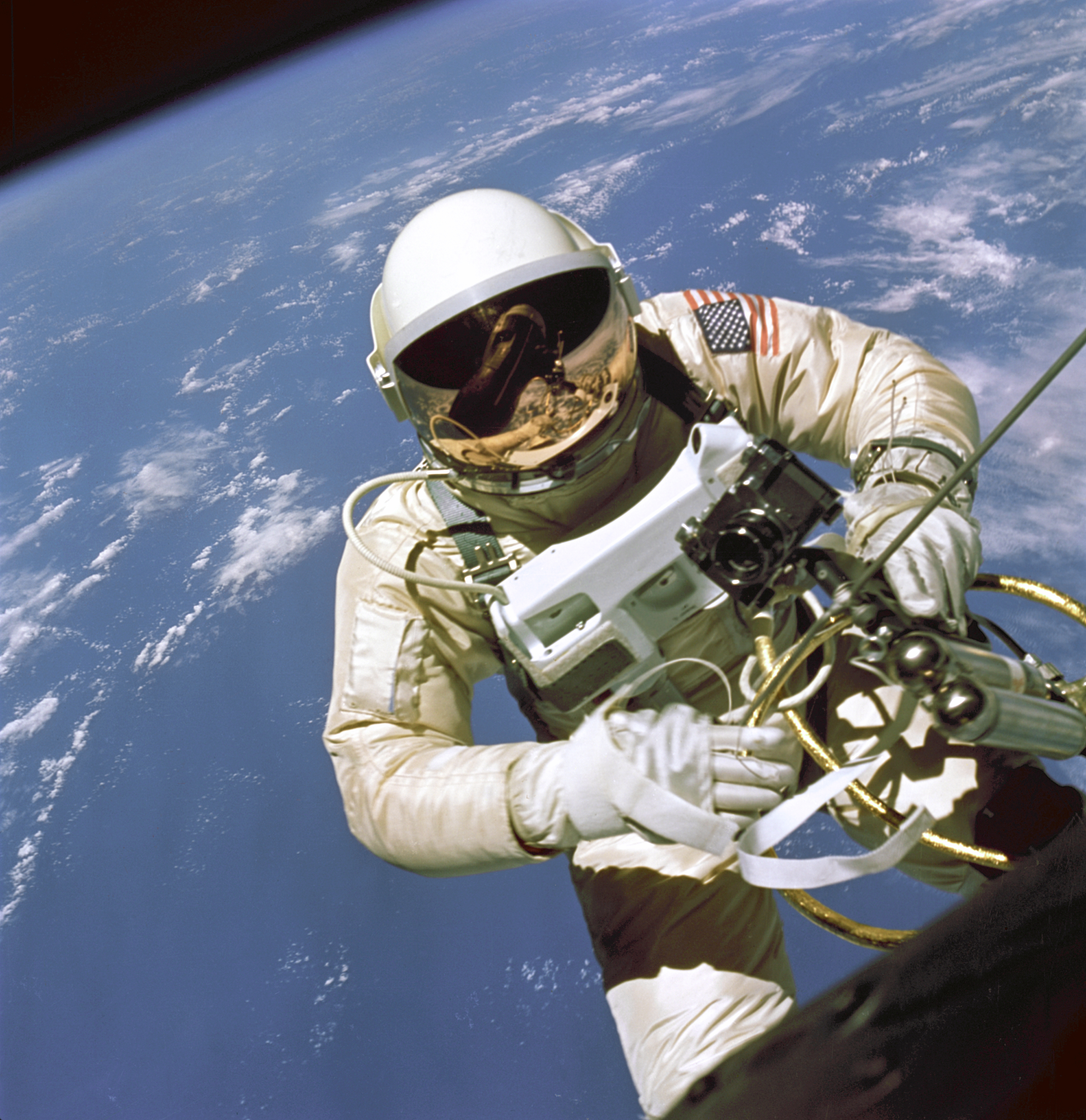
Edward "Ed" White genomförde USA:s första EVA

Edward Higgins "Ed" White, född 14 november 1930 i San Antonio, Texas, död 27 januari 1967 i Apollo 1-branden, var en amerikansk astronaut. Han blev uttagen i astronautgrupp 2 den 17 september 1962, en grupp om nio personer.
White genomförde en rymdfärd med Gemini 4, där han fullföljde USA:s första rymdpromenad.
Nedslagskratern White på månen är uppkallad efter honom.

## Rymdfärdsstatistik
| Färd     | Datum           | Tid      | EVA     | LEVA    |
| -------- | --------------- | -------- | ------- | ------- |
| Gemini 4 | 3 - 7 juni 1965 | 97:56:02 | 0:22:00 | 0:00:00 |
| Totalt   | Totalt          | 97:56:02 | 0:22:00 | 0:00:00 |